# Gaio Annio Pollione
Gaio Annio Pollione (in latino: Gaius Annius Pollio; ... – dopo il 32) è stato un magistrato e senatore romano, console dell'Impero romano.

## Biografia
Membro della gens Annia, Pollione era verosimilmente figlio del tresvir monetalis del 9 a.C. circa Gaio Annio Pollione e forse di una Vinicia, sebbene sia stata proposta - e più spesso seguita - l'ipotesi che Vinicia potesse essere moglie, invece che madre, di Pollione. Sua sorella era forse Annia, attestata come moglie forse di Lucio Sempronio Atratino.
La carriera di Pollione è avvolta nel mistero, dal momento che pochissime menzioni sono fatte di lui nella nostra documentazione attuale. Sembra che fosse lui il Gaio Annio Pollione attestato su tesserae di piombo come pretore designato e curatore di alcuni ludi. Seneca, poi, lo ricorda come amico di Mamerco Emilio Scauro, che fece una battuta oscena durante una visita in casa del malato Pollione.
La menzione principale, però, è in Tacito: nel 32, Pollione, definito come consularis, insieme agli altri tre consolari Mamerco Emilio Scauro, Gaio Calvisio Sabino e Gaio Appio Giunio Silano e al proprio figlio non consolare Lucio Annio Viniciano, tutti di stirpe illustre e insigniti di sommi onori, furono accusati in massa di maiestas, cosa che gettò nello scompiglio il senato a causa dei molti legami dei senatori con tali persone illustri; mentre Sabino e Silano furono salvati dalla testimonianza del tribuno delle coorti urbane Celso, il caso di Pollione, Viniciano e Scauro fu avocato a sé da Tiberio per quando fosse ritornato da Capri, cosa che, fortunatamente per i tre, non avvenne. L'accusa, che doveva riguardare presunti maneggi dei quattro per il controllo delle truppe urbane a favore di Seiano, si colloca sulla scia delle purghe dei sostenitori di quest'ultimo e fu probabilmente architettata dal nuovo prefetto del pretorio Macrone e dal suo protetto in ascesa Caligola: è stato ipotizzato che, in realtà, consolari come Silano e Pollione potessero essere troppo simpatizzanti di Druso Cesare per essere accettabili per Macrone e Caligola.
Ad ogni modo, l'unico dato certo relativo alla carriera di Pollione deducibile dal racconto di Tacito è che egli era stato console prima del 32. I pochi spazi disponibili nella documentazione dei fasti consulares di epoca tiberiana hanno indotto la critica a ipotizzare per Pollione un consolato suffetto nel 21 o nel 22 - Ronald Syme aveva anche proposto il 28, anno poi smentito da nuovi ritrovamenti epigrafici. Tuttavia, l'inserimento di un consolato di Pollione in questi anni si scontrerebbe con alcune testimonianze epigrafiche che testimoniano un Annio Pollione come collega console di un Rubellio Blando nel settembre di un anno non specificato: altre attestazioni che riportano Gaio Rubellio Blando come console nel secondo semestre del 18 insieme a Marco Vipstano Gallo hanno spinto gli studiosi a ritenere che i due colleghi Pollione e Blando fossero figli dei consoli tiberiani e che abbiano ricoperto il consolato sotto Claudio, forse nel 41 o nel 44, oppure, secondo un'ipotesi del Groag, che il Pollione console con Blando fosse il padre del consolare del 32. Recentemente, però, tali ipotesi hanno perplesso alcuni eruditi per la loro anti-economicità: è stato quindi proposto che Pollione fosse l'originario collega di Rubellio Blando per il secondo semestre del 18, ma che, per motivi ignoti (forse per malattia), abbia abdicato al consolato alla fine di settembre, imponendo quindi la designazione di un nuovo console suffetto nella figura di Vipstano Gallo per gli ultimi tre mesi dell'anno. Tale ipotesi, però, come riconosciuto da alcuni dei suoi proponenti, continua a scontrarsi con le attestazioni dei fasti consulares per l'anno 18, in nessuno dei quali è fatta la benché minima menzione di Pollione: è stato proposto che ciò possa essere dovuto ad una sua caduta in disgrazia. In ogni caso, dopo il caso del 32, Pollione scompare dalla storia.
L'attestazione tacitiana, infine, di Lucio Annio Viniciano come figlio di Pollione ha indotto generalmente la critica a ipotizzare che Pollione abbia sposato una Vinicia, sorella di Marco Vinicio, console ordinario del 30, da cui avrebbe avuto Viniciano e una figlia, Vinicia. Viniciano sarebbe stato una figura importante sotto i principati di Caligola e Claudio, assurgendo al consolato sotto il primo, architettando l'assassinio del gennaio 41 e infine ribellandosi e suicidandosi sotto il secondo nel 42. Viniciano ebbe poi almeno due figli coinvolti sotto Nerone in tentativi di opposizione al suo governo: Annio Pollione, omonimo del nonno e genero di Barea Sorano, fu esiliato nel 65 nelle epurazioni a seguito della congiura dei Pisoni, mentre Viniciano minore, genero di Corbulone, avrebbe capitanato una congiura tra 65 e 66.